# Powerade

A termék logója

A POWERade a Coca-Cola Company által gyártott sportital, a piacon a második legnagyobb. 1990-ben vezették be, először csak gépi üdítőitalként árulták. Matthew Ehrlich fejlesztette ki, és 1992-től az egész Egyesült Államokban forgalmazták. Az 1992-es olimpiai játékok hivatalos sportitala volt. A Powerade legnagyobb vetélytársa a Gatorade, amely ma is piacvezető a sportitalok között. 
2001 júliusában a Coca-Cola új recepttel kezdte gyártani a Powerade-et, B3-, B6- és B12-vitaminokat adtak hozzá, amelyek fontos szerepet játszanak a szervezet anyagcseréjében.
2005 júliusában a Coca-Cola Company újratervezte a Powerade palackját, megalkotva egy olyan formát, amely sportolás közben is kényelmesen használható. Ugyancsak 2005-ben, a Powerade bevezette a POWERade Option nevű termékét az Egyesült Államokban, válaszképpen a rivális Gatorade Propel nevű "fitneszvizére". Ez az alacsony kalóriatartalmú sportital színtelen, fruktóz, gabonaszirup, sucralose és aceszulfám-K felhasználásával készült azoknak, akik tudatosan kerülik a cukor fogyasztását, viszont a vízháztartásukat rendben szeretnék tartani.

## Ízváltozatok

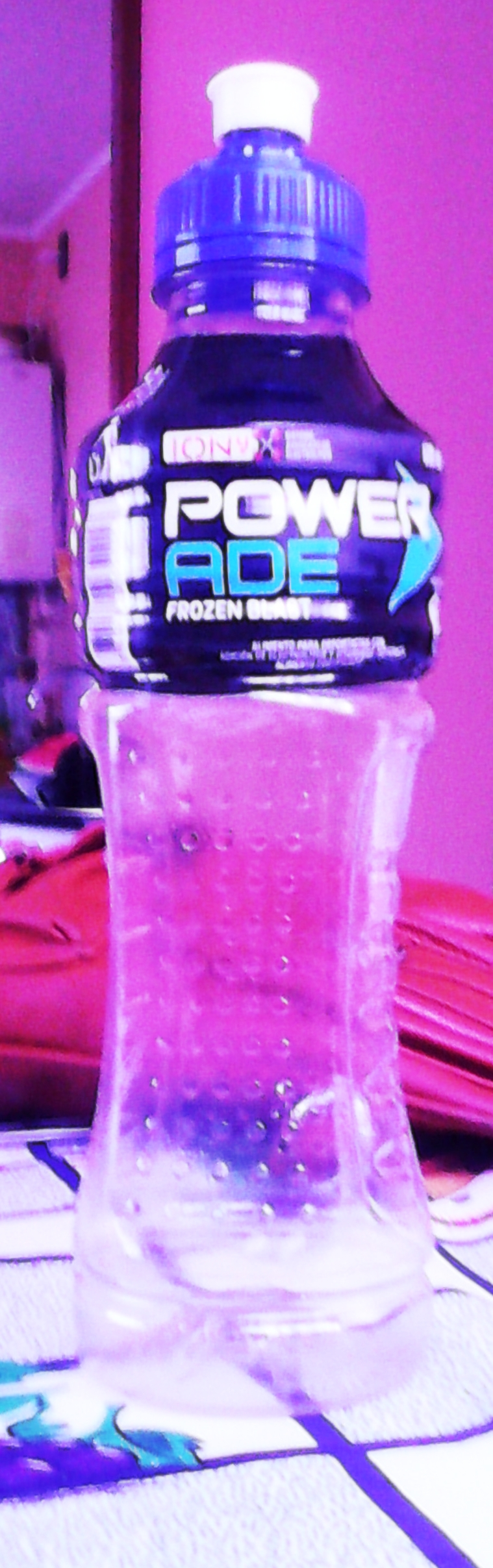
Egy Powerade-es flakon

- Mountain Blast
- Lemon-Lime
- Fruit Punch
- Orange
- Black Cherry Lime
- Jagged Ice
- Arctic Shatter
- Green Squall
- Mango
- Strawberry Melon
- Berry Ice
- Solar Flare
- Passion Fruit

### Európábanmegjelenő ízek
- Mountain Blast
- Forest Force
- Citrus Charge
- Ice Storm
- Wild Cherry
- Gold

### Magyarországonmegjelenő ízek
- Mountain Blast
- Lemon
- Blood Orange
- Golden mango

## Már nem forgalmazott ízek
- Tidal Burst
- Infrared Freeze